# Pociūnų aerodromas
Pociūnų aerodromas är en flygplats i Litauen. Den ligger i den centrala delen av landet, 80 km väster om huvudstaden Vilnius. Pociūnų aerodromas ligger 53 meter över havet.
Terrängen runt Pociūnų aerodromas är huvudsakligen platt. Pociūnų aerodromas ligger nere i en dal. Runt Pociūnų aerodromas är det ganska glesbefolkat, med 43 invånare per kvadratkilometer. Närmaste större samhälle är Prienai, 7,7 km väster om Pociūnų aerodromas. Omgivningarna runt Pociūnų aerodromas är en mosaik av jordbruksmark och naturlig växtlighet.